# O'G3NE
О'G3NE је холандска група. Група се састоји од сестара Лиса, Ејми и Шели Вол.
2007. представљали су Холандију на дечијој песми Евровиѕије 2007. 2014 освојили су прво место на холандском такмичењу The Voice.

## Живот и каријера
Лиза је рођена 26. јуна 1994, Ејми и Шели 18. октобра 1995. Рођени су у Дордрехту, али су одрастли у Фијнартеу. 2007 су победиле на националном такмичењу и тако су добиле прилику да представљају Холандију на дечјој песми Евровизије 2007. са песмом "Adem in, adem uit", где су  освојиле 11. место. Следеће године су издале први албум са насловом 300% и у 2011 је изашао њихов други албум са насловом "Sweet 16".
29. октобра 2016. најављено је да ће оне представљати Холандију на Евровизији 2017 у Кијеву.

## Дискографија

### Албуми
- 300% (2008)
- Sweet 16 (2011)
- We Got This (2016)